# Ursus arctos californicus
Ursul grizzly din California (Ursus arctos californicus), cunoscut și ca ursul de aur din California, este o populație dispărută de urs brun, cunoscut în general (împreună cu alte populații de urs brun din America de Nord) ca urs grizzly. „Grizzly” ar fi putut însemna „grizzled” – adică cu vârfuri aurii și cenușii ale părului – sau „inspirator de frică” (ca o ortografie fonetică a lui „grisly”). Cu toate acestea, după un studiu atent, naturalistul George Ord⁠(d) l-a clasificat oficial în 1815 – nu pentru păr, ci pentru caracterul său – drept Ursus horribilis („ursul terifiant”). Din punct de vedere genetic, urșii bruni din America de Nord sunt strâns înrudiți; Ca mărime și culoare, ursul grizzly din California semăna mult cu ursul Kodiak de pe coasta de sud a Alaskăi. Grizzly-ul a devenit un simbol al Republicii Steagului Ursului⁠(d), o poreclă care a fost atașată încercării de scurtă durată a unui grup de coloniști americani de a se rupe de Mexic în 1846. Mai târziu, acest steag rebel a devenit baza pentru steagul de stat al Californiei⁠(d), iar apoi California a fost cunoscută ca „Statul Ursului”.